# 箭木池 (電影)
《箭木池》（韓語：살목지），為2025年開拍的韓國驚悚片。由新銳導演李相玟執導，金惠奫與李鐘圓主演。

## 劇情概要
以位於韓國忠清南道禮山郡光時面的「箭木池」水庫為背景，講述一支拍攝團隊為更新拍攝到不明物體的街景地圖而前往水庫，卻在幽暗深水中遇上某種未知的存在，從而引發的一連串事件。

## 演員陣容
- 金惠奫 飾演 秀仁[1]

在水庫出差的過程中，接連遭遇未知事件的女子。
- 李鐘圓 飾演 基泰[1]

與秀仁一同走向水庫謎團的男子。
- 金准韓 飾演 教植[4]

秀仁的上司。
- 金英成 飾演 宋景泰[4]

墨守成規的，與弟弟景俊共同經營街景拍攝公司。
- 吳東旻 飾演 宋景俊[4]

拍攝團隊PD，海軍海難救助隊出身。
- 尹在燦  飾演 成彬[4]

拍攝團隊老么，秀仁的跟班。
- 張多皒 飾演 世靜[4]

恐怖頻道經營者。
- 全昭賢
- 薛潤知

## 製作
2025年4月，媒體報道金惠奫與李鐘圓有望出演由李相玟執導的恐怖電影《箭木池》（暫定名稱），該片由The LAMP製作，Showbox發行。隨後，Showbox正式宣布兩人出演，預計於2025年5月投入主體拍攝。本片為金惠奫繼後，時隔三年重返大銀幕之作，亦為李鐘圓首部參演的商業電影。導演李相玟曾以《槍之舞》（돌림총）、《彩禮箱郎》（함진아비）等短片獲得多個電影節獎項，《箭木池》為其執導的首部劇情長片。

## 外部連結
- Daum上《箭木池》的资料
- 豆瓣电影上《箭木池》的資料 （简体中文）
- 《箭木池》在HanCinema的页面（英文）